# Wichterheergut

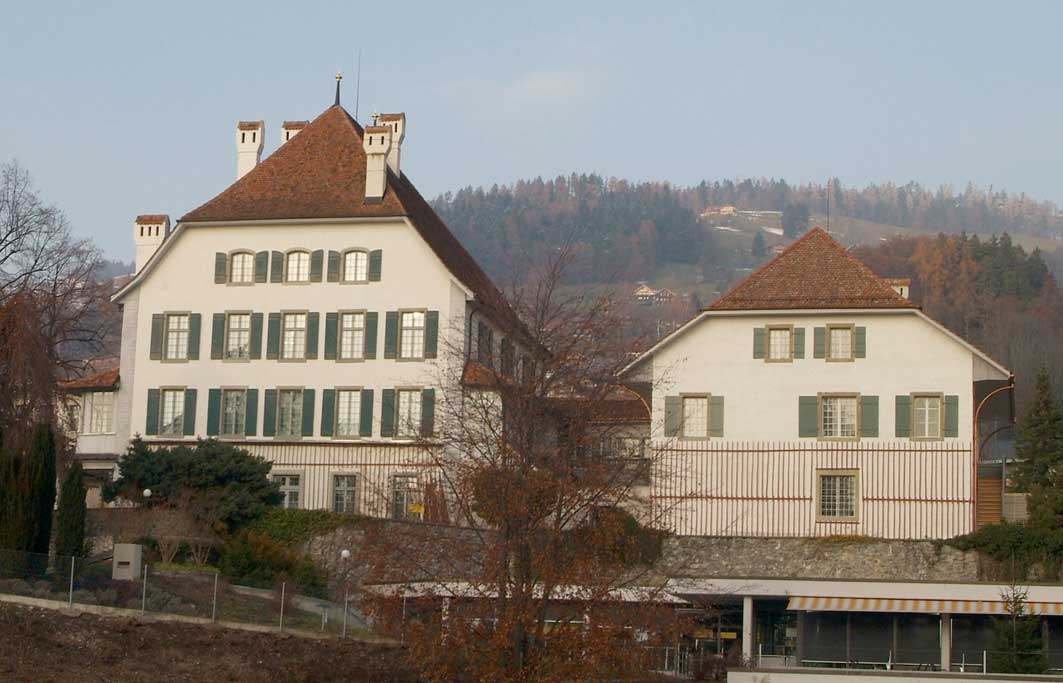
Wichterheergut (2006)

Das Wichterheergut (Mandach-Gut) ist ein ehemaliges Reb- und Herbsthaus in der Gemeinde Oberhofen im Kanton Bern.

## Geschichte
Der Bau ist ein im bis ins Jahr 1518 zurückreichendes Winzerhaus, der durch den Umbau von 1740 massgeblich geprägt wird. Der Name Wichterheergut dürfte zurückgehen auf einen mutmasslichen Besitzer aus der Familie von Wichtrach, die in Oberhofen im 13. und 14. Jahrhundert begütert waren. Möglicherweise waren die Scharnachthal nicht nur Besitzer der Herrschaft Oberhofen, sondern auch des Wichterheerguts. Der Thuner Schultheiss Johann Rudolf Tillier kaufte den Längenschachen und eventuell auch das Wichterheergut. Für 1725 ist Franz von Wattenwyl als Besitzer des «obern Hauses» belegt. Rudolf von Wattenwyl übernahm das Wichterheergut schliesslich aus einer Steigerung. Wattenwyl vererbte das Gut den Brüdern Wolfgang und Anton von Graffenried, die es Bernhard von Wattenwyl überliessen. Dessen Sohn Rudolf Bernhard von Wattenwyl erbte das Wichterheergut, ab 1902 war seine Schwester Julia Magdalena von Mandach geb. von Wattenwyl Besitzerin. Ihr Sohn, der Kunsthistoriker Conrad von Mandach, war in der nächsten Generation Mitbesitzer des Wichterheerguts. Die Familie verkaufte die Besitzung 1948 an den Staat Bern. Das Wichterheergut beherbergt heute das Museum für Uhren und mechanische Musikinstrumente sowie das Hallen- und Freibad Oberhofen.